# Joncels
Joncels is een gemeente in het Franse departement Hérault (regio Occitanie) en telt 271 inwoners (2020). De plaats maakt deel uit van het arrondissement Lodève.

## Geografie
De oppervlakte van Joncels bedraagt 44,4 km², de bevolkingsdichtheid is 5,9 inwoners per km².

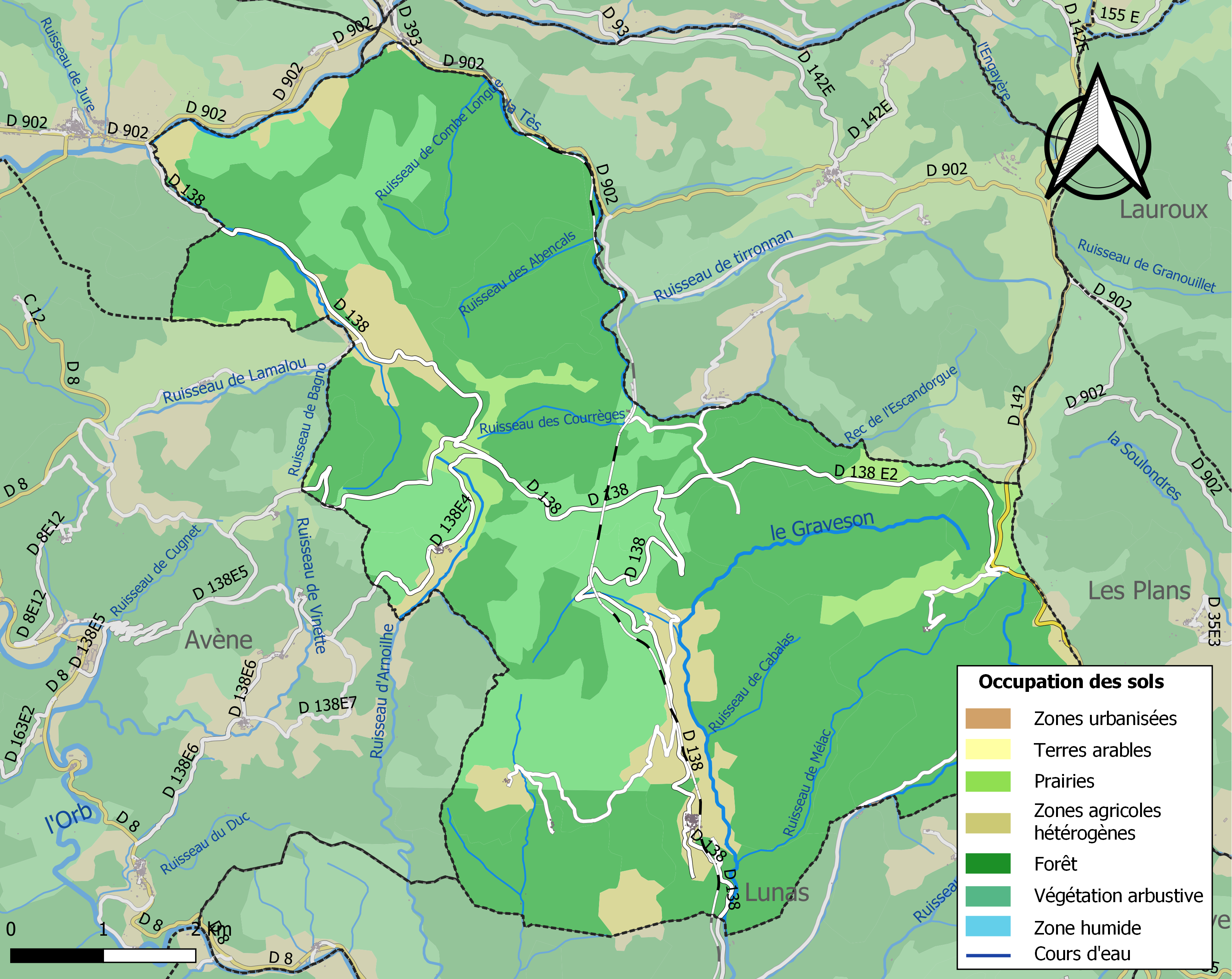
Kaart van de gemeente met de belangrijkste infrastructuur, bodemgebruik en omliggende gemeenten)

## Demografie
Onderstaande figuur toont het verloop van het inwonertal (bron: INSEE-tellingen).